# Jacques Debary
Jacques Debary est un acteur français né le 25 novembre 1914 à Saint-Quentin (Aisne) et mort le 9 décembre 2011 dans le 13e arrondissement de Paris.

## Biographie
Né Jacques Robert Raymond Debary, il fait partie de l'équipe de longue paume, championne de France 1932, tout comme le futur maire d’Amiens René Lamps.
Avant d'être comédien, il est instituteur. D’ailleurs, une école de Rosières-en-Santerre (à l’est de la Somme), où il fut un temps maître d'école, porte aujourd’hui son nom.
Il est mobilisé comme simple soldat, en 1939, et est témoin de la « drôle de guerre » entre 1939 et 1940. Jacques Debary sera démobilisé durant l'été 1940, après l'armistice du 22 juin 1940.
Passionné de théâtre, il est « instructeur d'art dramatique » dans le cadre des actions « jeunesse et sports ». Ce qui le conduit ensuite à une carrière d'acteur, atypique, parce que tardive. Elle débute à l'approche de la cinquantaine par le rôle d'Orgon dans le Tartuffe de Molière. Au théâtre, il travaille sous la direction de grands metteurs en scène, comme Roger Planchon, Patrice Chéreau ou Peter Brook et devient pensionnaire de la Comédie-Française à partir de 1984, où il participe à des spectacles marquants de l'époque de l'administrateur Jean-Pierre Vincent.

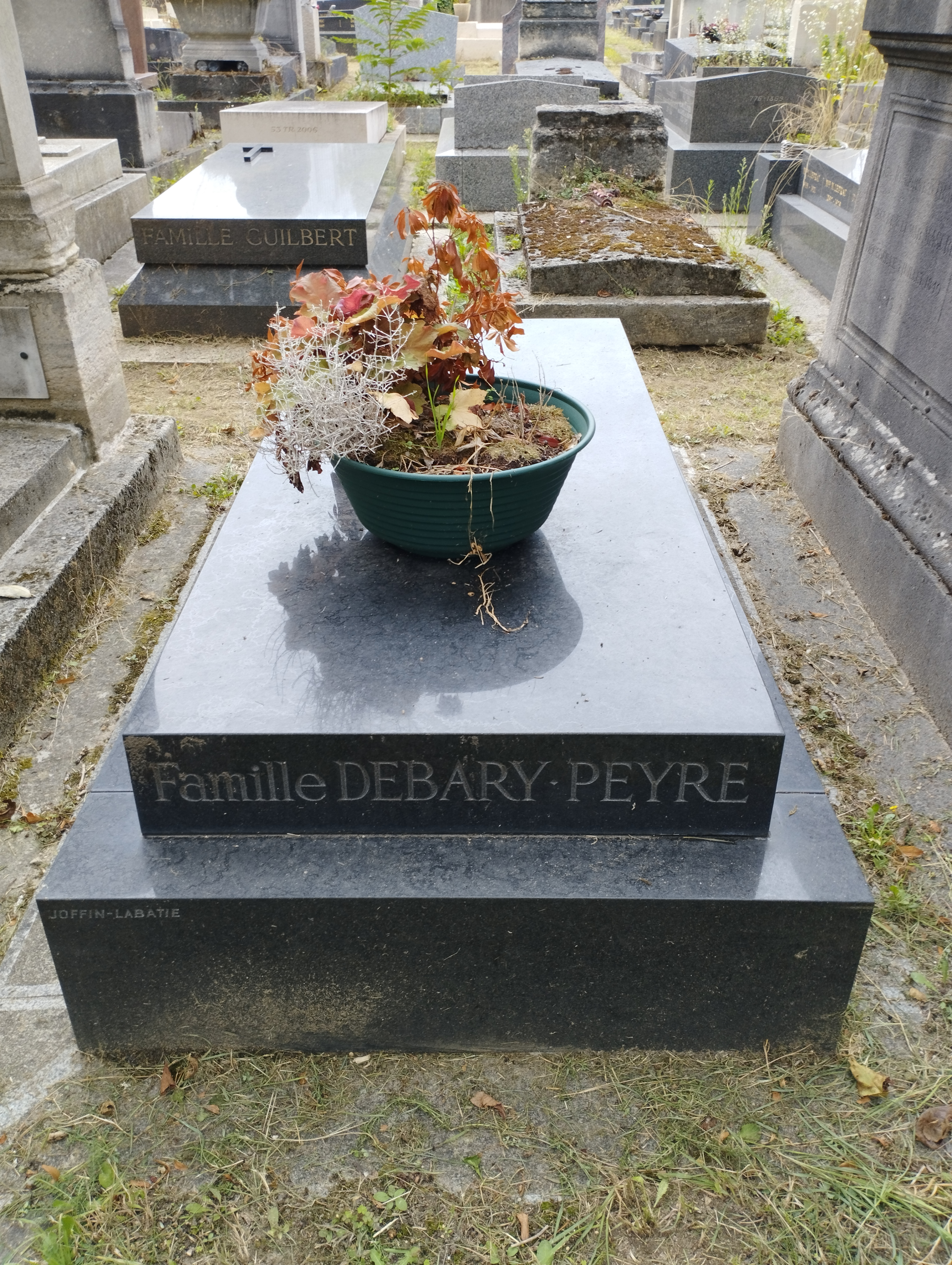
Tombe de Jacques Debary au cimetière du Montparnasse (division 10).

Mais il est surtout connu du grand public pour le personnage du commissaire Cabrol de la série télévisée Les Cinq Dernières Minutes, qu'il incarne de 1975 à 1992.
Au cinéma, il est connu entre autres pour son rôle du directeur de l'école primaire dans Le Maître d'école, au côté de Coluche. Il participe à une trentaine d'autres films.
Après s'être retiré de la scène en 1998, il vit une retraite paisible dans sa région natale, la Picardie. À sa mort, il est le doyen des acteurs des séries policières françaises.
Il est enterré au cimetière du Montparnasse (division 10) à Paris.

## Décoration
- Chevalier de l'ordre des Arts et des Lettres (1987)[5].

## Filmographie

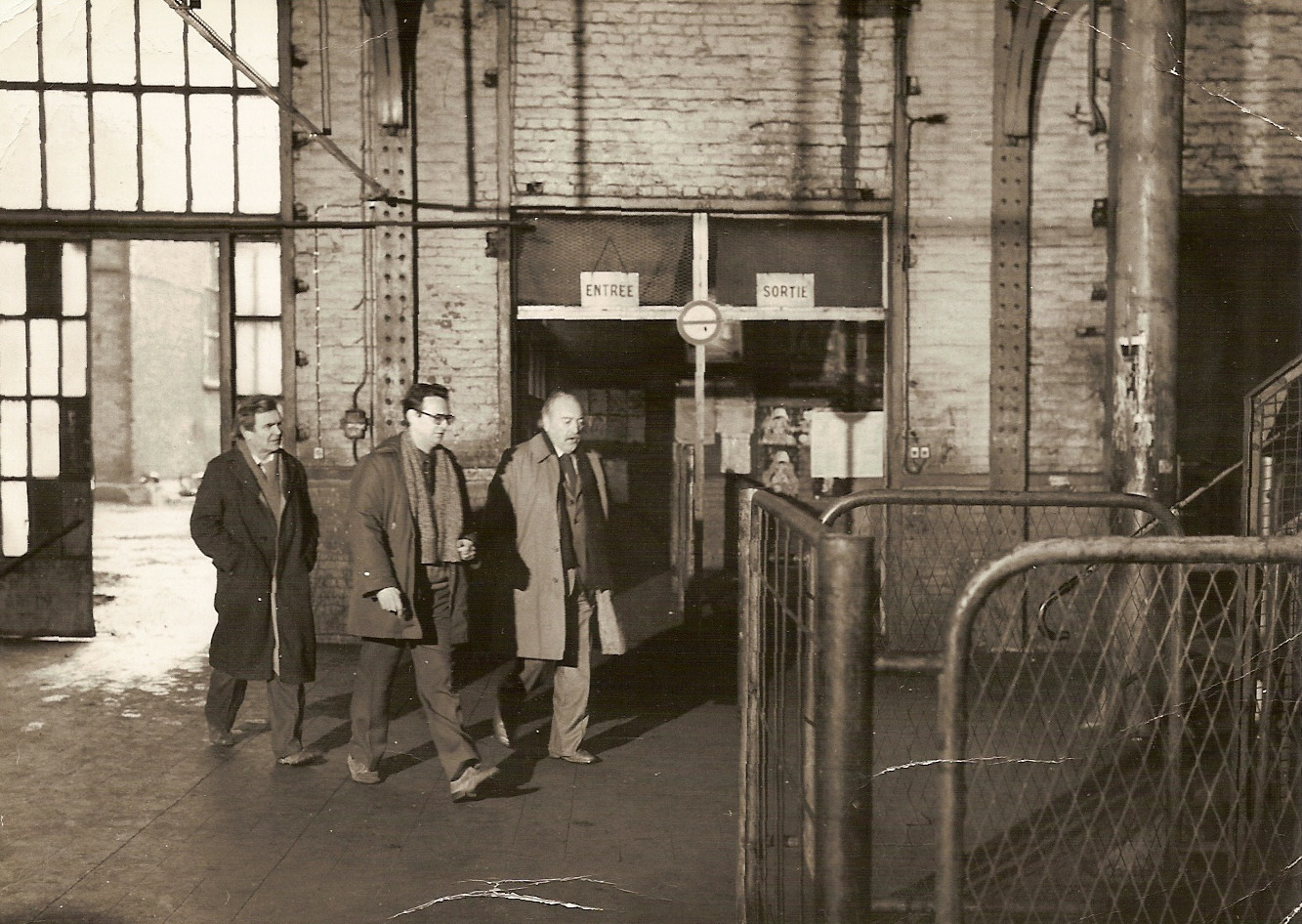
Jacques Debary lors du tournage de l'épisode Le Retour des coulons à la Fosse Ledoux en 1980.

### Cinéma

#### Longs métrages
- 1957 : Les Lavandières du Portugal de Pierre Gaspard-Huit
- 1967 : Le Voleur de Louis Malle : Courbassol
- 1970 : Le Temps de mourir d'André Farwagi : le médecin
- 1971 : Un peu de soleil dans l'eau froide de Jacques Deray : Fairmont, le supérieur de Gilles
- 1972 : La Scoumoune de José Giovanni : Carl
- 1972 : Le Tueur de Denys de la Patellière : le commissaire de Marseille
- 1972 : Les Camisards de René Allio : Gédéon Laporte
- 1973 : Rude Journée pour la reine de René Allio : Albert
- 1973 : La Merveilleuse visite de Marcel Carné : le père Léon
- 1973 : L'Affaire Dominici de Claude Bernard-Aubert : le commissaire-divisionnaire
- 1973 : Les Zozos de Pascal Thomas : le surveillant général
- 1974 : Les Suspects de Michel Wyn : le père de Vauquier
- 1974 : Borsalino & Co. de Jacques Deray : le préfet
- 1974 : Le Fantôme de la liberté de Luis Bunuel : le président du tribunal
- 1974 : Pas si méchant que ça de Claude Goretta : Georges
- 1974 : Les Guichets du Louvre de Michel Mitrani : le curé
- 1975 : Aloïse de Liliane de Kermadec : l'ancien médecin directeur
- 1975 : Une baleine qui avait mal aux dents de Jacques Bral : l'homme au téléphone
- 1975 : Le Mâle du siècle de Claude Berri : le père d'Isabelle
- 1975 : Le Grand Délire de Dennis Berry
- 1976 : Jaroslaw Dabrowski de Bohdan Poreba : Bourcier
- 1976 : La Surprise du chef de Pascal Thomas : le directeur
- 1976 : Moi, Pierre Rivière, ayant égorgé ma mère, ma sœur et mon frère... de René Allio : Docteur Bouchard
- 1976 : Comme un boomerang de José Giovanni : le président Lenoir
- 1977 : A. Constant de Christine Laurent : voix de la dictée
- 1977 : Cet obscur objet du désir de Luis Bunuel : le juge
- 1980 : Allons z'enfants d'Yves Boisset : Camparois
- 1981 : Le Maître d'école de Claude Berri : le directeur de l'école
- 1983 : Anna Pavlova de Emil Loteanu : Camille Saint-Saëns

#### Courts métrages
- 1973 : L'Amante végétale de Jean Valmont
- 1992 : Découverte de Laurent Merlin
- 1992 : La fille du magnétophone de Laurent Merlin
- 1993 : Ça se passe en Équateur de Jean-Louis Milesi

### Télévision
- 1966 : La Chasse au météore de Roger Iglesis (téléfilm) : Lecoeur
- 1968 : L'Affaire Lourdes de Marcel Bluwal (téléfilm) : Dominique Peyramale
- 1968 : Les Atomistes de Léonard Keigel (téléfilm) : Valère
- 1970 : Le Tribunal de l'impossible d'Alain Boudet (série télévisée) : Mejean
- 1971 : Des yeux, par milliers, braqués sur nous d'Alain Boudet (téléfilm) : le réalisateur
- 1971 : Mesure pour mesure de Marcel Bluwal  (téléfilm) : le prévôt
- 1971 : Tartuffe de Marcel Cravenne (téléfilm) : Orgon
- 1971 : Si j'étais vous d'Ange Casta (téléfilm) : Poujars
- 1972 : Les Six Hommes en question d'Abder Isker (téléfilm) : Dr Touchot
- 1972 : Les Dossiers de Maître Robineau de Jean-Claude de Nesles (téléfilm) : Le Naour
- 1972 : De sang froid d'Abder Isker (Téléfilm) : Commissaire Blain
- 1973 : Les Messieurs de Saint-Roy de Pierre Goutas (téléfilm) : Georges Dampierre
- 1973 : La Provinciale de Philippe Laïk (téléfilm) : Stoupender
- 1973 : Jeppe des collines de Bernard Sobel (téléfilm) : Jeppe
- 1973 : Le Cauchemar de l'aube d'Abder Isker (téléfilm) : Xidos, le potier
- 1973 : Poker d'As de Hubert Cornfield (série télévisée) : Inspecteur Wallon
- 1973 : Arsène Lupin de Jean-Pierre Decourt (série télévisée) : Keselbach
- 1974 : Une affaire à suivre d'Alain Boudet (téléfilm) : Mortier
- 1974 : Jean Pinot, médecin d'aujourd'hui de Michel Fermaud (série télévisée) : Père Benoît
- 1974 : L'Accusée de Pierre Goutas (série télévisée) : Maître Senard-Balivière
- 1975 : Kafka : La Lettre au père de Nat Lilienstein (téléfilm) : le père
- 1975 : L'Ingénu de Jean-Pierre Marchand (téléfilm) : Gordon
- 1975 : Mourir pour Copernic de Bernard Sobel (téléfilm) : Thomas Mulby
- 1975 : Erreurs judiciaires de Alain Franck, Jean Laviron (série télévisée) : Maître Grimaud
- 1975-1992 : Les Cinq Dernières Minutes (série télévisée) : Commissaire Cabrol
- 1977 : Cinq à sec de Michel Fermaud (série télévisée) : Matchichu
- 1979 : L'hôtel du libre-échange de Guy Séligmann (téléfilm) : le commissaire
- 1980 : La Vie des autres de Jean-Luc Moreau (série télévisée) : Maître Richeraud
- 1982 : La Cerisaie de Peter Brook (téléfilm) : Pistchitz

## Théâtre
- 1962 : Tartuffe de Molière, mise en scène Roger Planchon, théâtre de la Cité de Villeurbanne
- 1964 : Le Tartuffe, mise en scène de Roger Planchon, Odéon-Théâtre de France : Orgon[6]
- 1966 : Chant public devant deux chaises électriques d'Armand Gatti, mise en scène de l'auteur, TNP théâtre de Chaillot
- 1966 : Richard III de William Shakespeare, mise en scène Roger Planchon, Festival d'Avignon
- 1967 : Richard III de William Shakespeare, mise en scène Roger Planchon, théâtre de la Cité de Villeurbanne
- 1967 : Les Soldats de Jakob Michael Reinhold Lenz, mise en scène Patrice Chéreau, théâtre de Sartrouville, théâtre de Chaillot
- 1967 : Tartuffe de Molière, mise en scène Roger Planchon, Festival d'Avignon
- 1968 : Les Soldats de Jakob Michael Reinhold Lenz, mise en scène Patrice Chéreau, théâtre de Chaillot
- 1968 : M. Le Modéré d'Arthur Adamov, mise en scène André Steiger, théâtre des Mathurins
- 1969 : Dom Juan de Molière, mise en scène Patrice Chéreau, théâtre du Huitième Lyon, théâtre de Sartrouville
- 1969 : Tambours et Trompettes de Bertolt Brecht, mise en scène Jean-Pierre Vincent, théâtre de la Ville
- 1970 : Le Roi Lear de William Shakespeare, mise en scène Pierre Debauche, théâtre des Amandiers, maison de la culture du Havre
- 1971 : Le Précepteur de Jakob Lenz, mise en scène Wolfram Mehring (de), théâtre de la Gaîté-Montparnasse
- 1971 : Hamlet de William Shakespeare, mise en scène Maurice Jacquemont, théâtre de la Musique
- 1972 : Le Massacre à Paris de Christopher Marlowe, mise en scène Patrice Chéreau, TNP Villeurbanne
- 1975 : Marie (en) d'Isaac Babel, mise en scène Bernard Sobel, théâtre de Gennevilliers
- 1980 : Steak de Victor Haïm
- 1981 : La Cerisaie d'Anton Tchekhov, mise en scène Peter Brook, théâtre des Bouffes-du-Nord
- 1983 : La Cerisaie d'Anton Tchekhov, mise en scène Peter Brook, théâtre des Bouffes-du-Nord
- 1983 : Les Paravents de Jean Genet, mise en scène Patrice Chéreau, théâtre Nanterre-Amandiers : Monsieur Blankensee
- 1984 : Bérénice de Racine, mise en scène Klaus Michael Grüber, Comédie-Française : Paulin (77 fois, 1984-1985)
- 1985 : Le Balcon de Jean Genet, mise en scène Georges Lavaudant, Comédie-Française
- 1988 : Le Retour au désert de Bernard-Marie Koltès, mise en scène Patrice Chéreau, Festival d'automne à Paris théâtre Renaud-Barrault
- 1993 : La Résistible Ascension d'Arturo Ui de Bertolt Brecht, mise en scène Jérôme Savary, théâtre national de Chaillot
- 1995 : Un mari idéal d'Oscar Wilde, mise en scène Adrian Brine, théâtre Antoine
- 1996 : Un mari idéal d'Oscar Wilde, mise en scène Adrian Brine, théâtre Antoine
- 1997 : Un mari idéal d'Oscar Wilde, mise en scène Adrian Brine, théâtre des Célestins
- 1998 : Un mari idéal d'Oscar Wilde, mise en scène Adrian Brine, théâtre Antoine